# Contilly
Contilly est une commune française, située dans le département de la Sarthe en région Pays de la Loire, peuplée de 135 habitants.
La commune fait partie de la province historique du Maine, et se situe dans le Saosnois.

## Géographie
| Louzes, Les Aulneaux | Pervenchères (Orne) |                   |
| Aillières-Beauvoir   | Contilly            | Montgaudry (Orne) |
|                      | Marollette          |                   |

### Climat
Pour des articles plus généraux, voir Climat des Pays de la Loire et Climat de la Sarthe.
En 2010, le climat de la commune est de type climat océanique dégradé des plaines du Centre et du Nord, selon une étude du CNRS s'appuyant sur une série de données couvrant la période 1971-2000. En 2020, Météo-France publie une typologie des climats de la France métropolitaine dans laquelle la commune est exposée à un climat océanique altéré et est dans la région climatique  Normandie (Cotentin, Orne), caractérisée par une pluviométrie relativement élevée (850 mm/a) et un été frais (15,5 °C) et venté. 
Pour la période 1971-2000, la température annuelle moyenne est de 10,7 °C, avec une amplitude thermique annuelle de 14,1 °C. Le cumul annuel moyen de précipitations est de 753 mm, avec 12 jours de précipitations en janvier et 7,6 jours en juillet. Pour la période 1991-2020, la température moyenne annuelle observée sur la station météorologique de Météo-France la plus proche, « Commerveil_sapc », sur la commune de Commerveil à 9 km à vol d'oiseau, est de 11,9 °C et le cumul annuel moyen de précipitations est de 712,2 mm,. Pour l'avenir, les paramètres climatiques de la commune estimés pour 2050 selon différents scénarios d'émission de gaz à effet de serre sont consultables sur un site dédié publié par Météo-France en novembre 2022.

## Urbanisme

### Typologie
Au 1er janvier 2024, Contilly est catégorisée commune rurale à habitat très dispersé, selon la nouvelle grille communale de densité à sept niveaux définie par l'Insee en 2022.
Elle est située hors unité urbaine. Par ailleurs la commune fait partie de l'aire d'attraction de Mamers, dont elle est une commune de la couronne,. Cette aire, qui regroupe 21 communes, est catégorisée dans les aires de moins de 50 000 habitants,.

### Occupation des sols
L'occupation des sols de la commune, telle qu'elle ressort de la base de données européenne d’occupation biophysique des sols Corine Land Cover (CLC), est marquée par l'importance des territoires agricoles (97,7 % en 2018), une proportion identique à celle de 1990 (97,7 %). La répartition détaillée en 2018 est la suivante : 
terres arables (66 %), prairies (28,8 %), zones agricoles hétérogènes (2,9 %), forêts (2,3 %). L'évolution de l’occupation des sols de la commune et de ses infrastructures peut être observée sur les différentes représentations cartographiques du territoire : la carte de Cassini (XVIIIe siècle), la carte d'état-major (1820-1866) et les cartes ou photos aériennes de l'IGN pour la période actuelle (1950 à aujourd'hui).

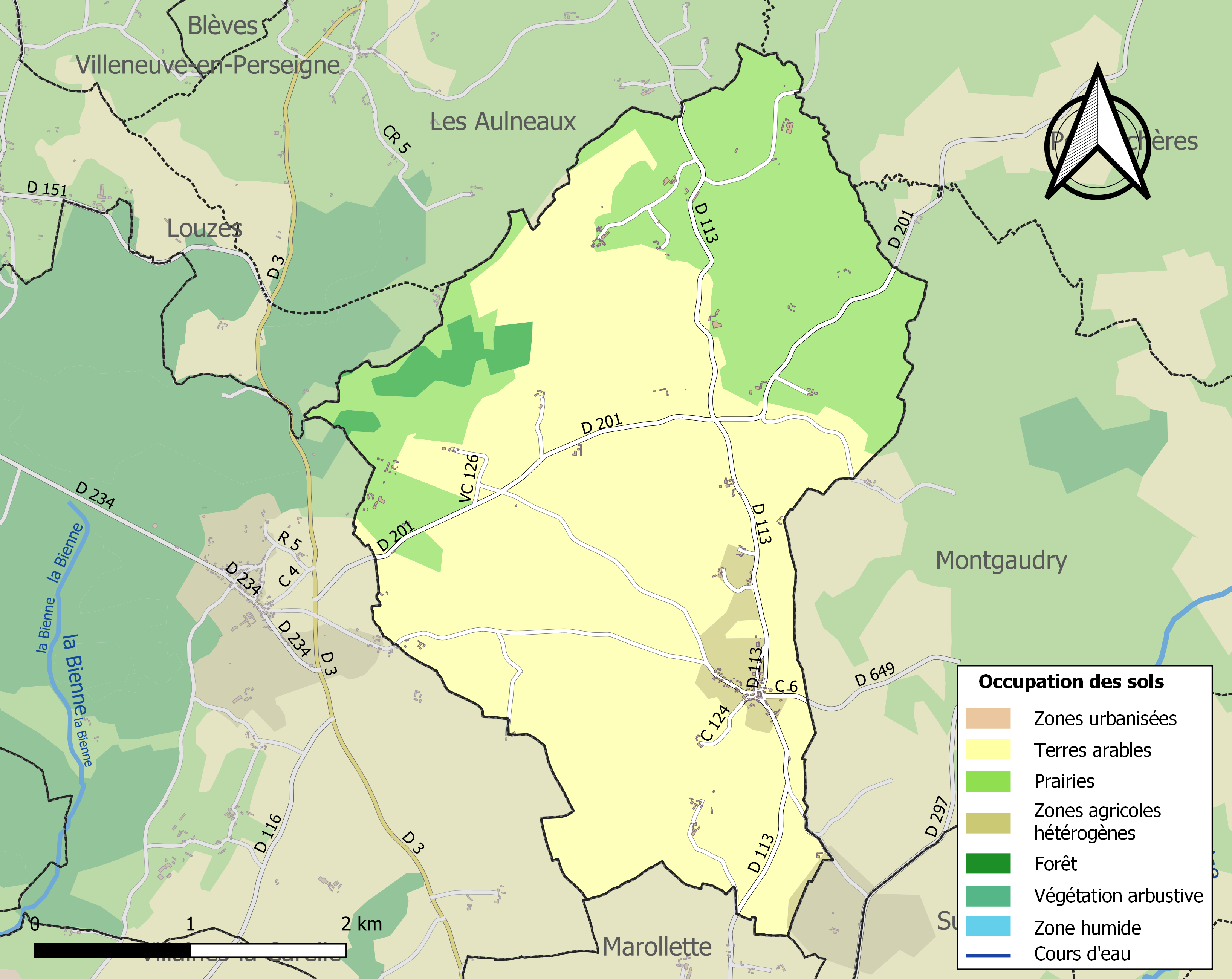
Carte des infrastructures et de l'occupation des sols de la commune en 2018 (CLC).

## Toponymie
Le nom de la localité est attesté sous la forme de Contiliaco au IXe siècle.
selon Gérard Taverdet, il s'agit d'une formation toponymique gallo-romaine en -acum, suffixe d'appartenance et de localisation d'origine gauloise, précédé du nom de personne gallo-romain Contilius, suivi du suffixe d’appartenance -acum, francisé ici en « -y ». Mais pour Albert Dauzat, du fait que ce village est situé en limite de deux départements et même de deux régions actuelles - Les Pays de la Loire au Sud et la Normandie au Nord - il devait déjà se trouver depuis longtemps à la frontière de deux peuplades : de ce fait, son toponyme pourrait résulter du latin contra qui signifie « en face », à la manière d’autres toponymes de type « Contres » qui se trouvent également dans un contexte frontalier similaire. On notera d’ailleurs qu’une vaste motte féodale, d’une superficie totale de trois hectares, se dresse encore sur cette commune au lieu-dit « La Butte de la Nue », signifiant par là que cet endroit devait être particulièrement important sur le plan stratégique.[réf. nécessaire]
Le gentilé est Contillais.

## Politique et administration
| Période                                  | Période  | Identité             | Étiquette | Qualité         |
| ---------------------------------------- | -------- | -------------------- | --------- | --------------- |
| 1995                                     | mai 2020 | Jean-Claude Bouchée  | SE        | Agriculteur     |
| mai 2020                                 | En cours | Sylvie Boulay-Billon | SE        | Agente de soins |
| Les données manquantes sont à compléter. |          |                      |           |                 |

## Démographie
L'évolution du nombre d'habitants est connue à travers les recensements de la population effectués dans la commune depuis 1793. Pour les communes de moins de 10 000 habitants, une enquête de recensement portant sur toute la population est réalisée tous les cinq ans, les populations de référence des années intermédiaires étant quant à elles estimées par interpolation ou extrapolation. Pour la commune, le premier recensement exhaustif entrant dans le cadre du nouveau dispositif a été réalisé en 2006.
En 2022, la commune comptait 135 habitants, en évolution de −4,93 % par rapport à 2016 (Sarthe : −0,25 %, France hors Mayotte : +2,11 %).
| 1793 | 1800 | 1806 | 1821 | 1831 | 1836 | 1841 | 1846 | 1851 |
| ---- | ---- | ---- | ---- | ---- | ---- | ---- | ---- | ---- |
| 563  | 566  | 606  | 646  | 646  | 679  | 670  | 641  | 612  |

| 1856 | 1861 | 1866 | 1872 | 1876 | 1881 | 1886 | 1891 | 1896 |
| ---- | ---- | ---- | ---- | ---- | ---- | ---- | ---- | ---- |
| 577  | 518  | 487  | 459  | 458  | 402  | 350  | 350  | 325  |

| 1901 | 1906 | 1911 | 1921 | 1926 | 1931 | 1936 | 1946 | 1954 |
| ---- | ---- | ---- | ---- | ---- | ---- | ---- | ---- | ---- |
| 324  | 307  | 290  | 316  | 321  | 310  | 306  | 296  | 277  |

| 1962 | 1968 | 1975 | 1982 | 1990 | 1999 | 2006 | 2011 | 2016 |
| ---- | ---- | ---- | ---- | ---- | ---- | ---- | ---- | ---- |
| 245  | 241  | 192  | 162  | 172  | 161  | 153  | 140  | 142  |

| 2021 | 2022 | - | - | - | - | - | - | - |
| ---- | ---- | - | - | - | - | - | - | - |
| 134  | 135  | - | - | - | - | - | - | - |

## Lieux et monuments
- Église romane Notre-Dame.
- Ancien auditoire de justice.
- Sarcophage mérovingien en grès roussard du Ve siècle.
- Les Buttes de la Nue : motte féodale du XIe siècle, avec deux basses-cours[21].
- Château de Frébourg du XIXe siècle, tours médiévales.

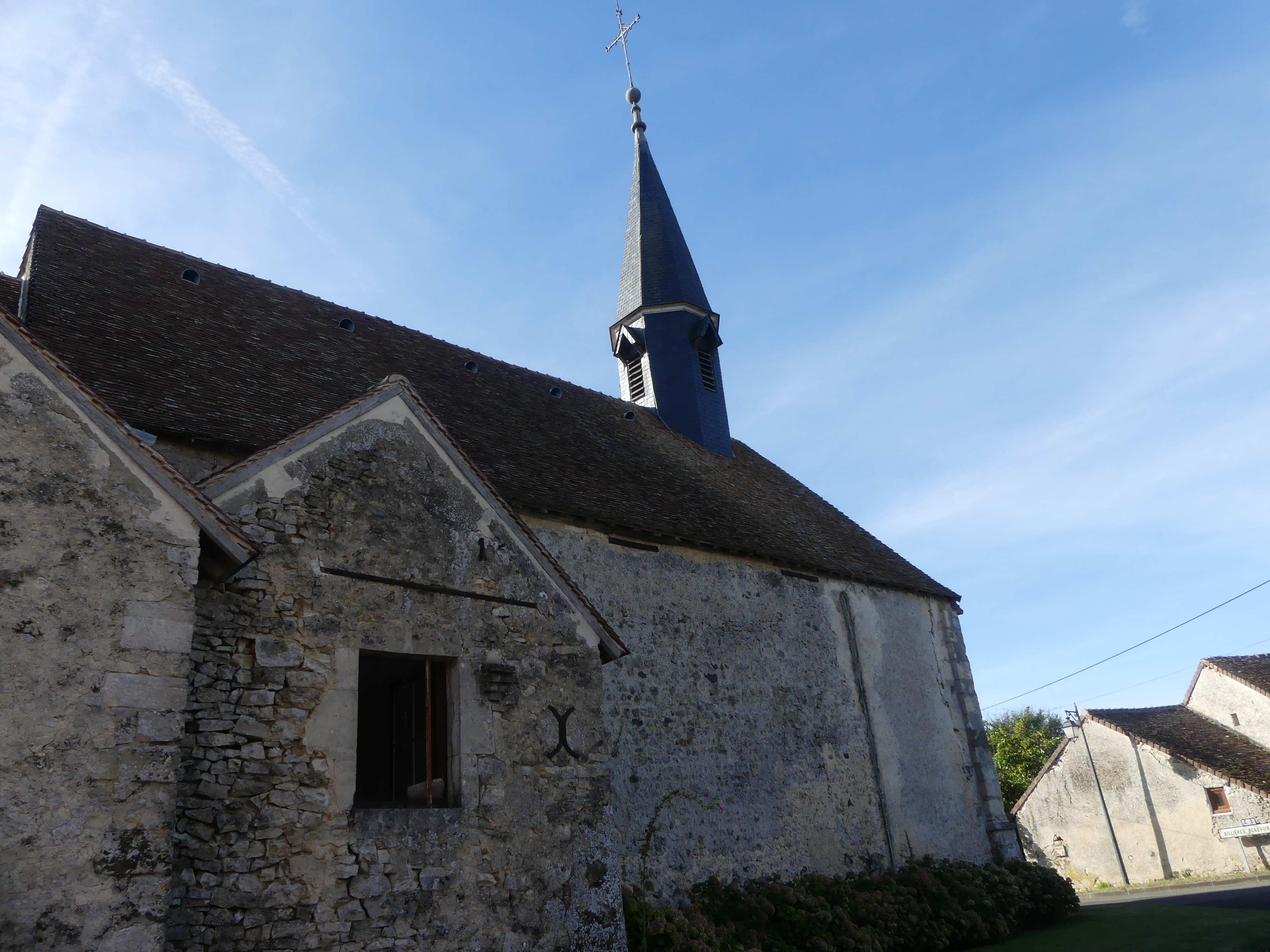
L'église Notre-Dame.
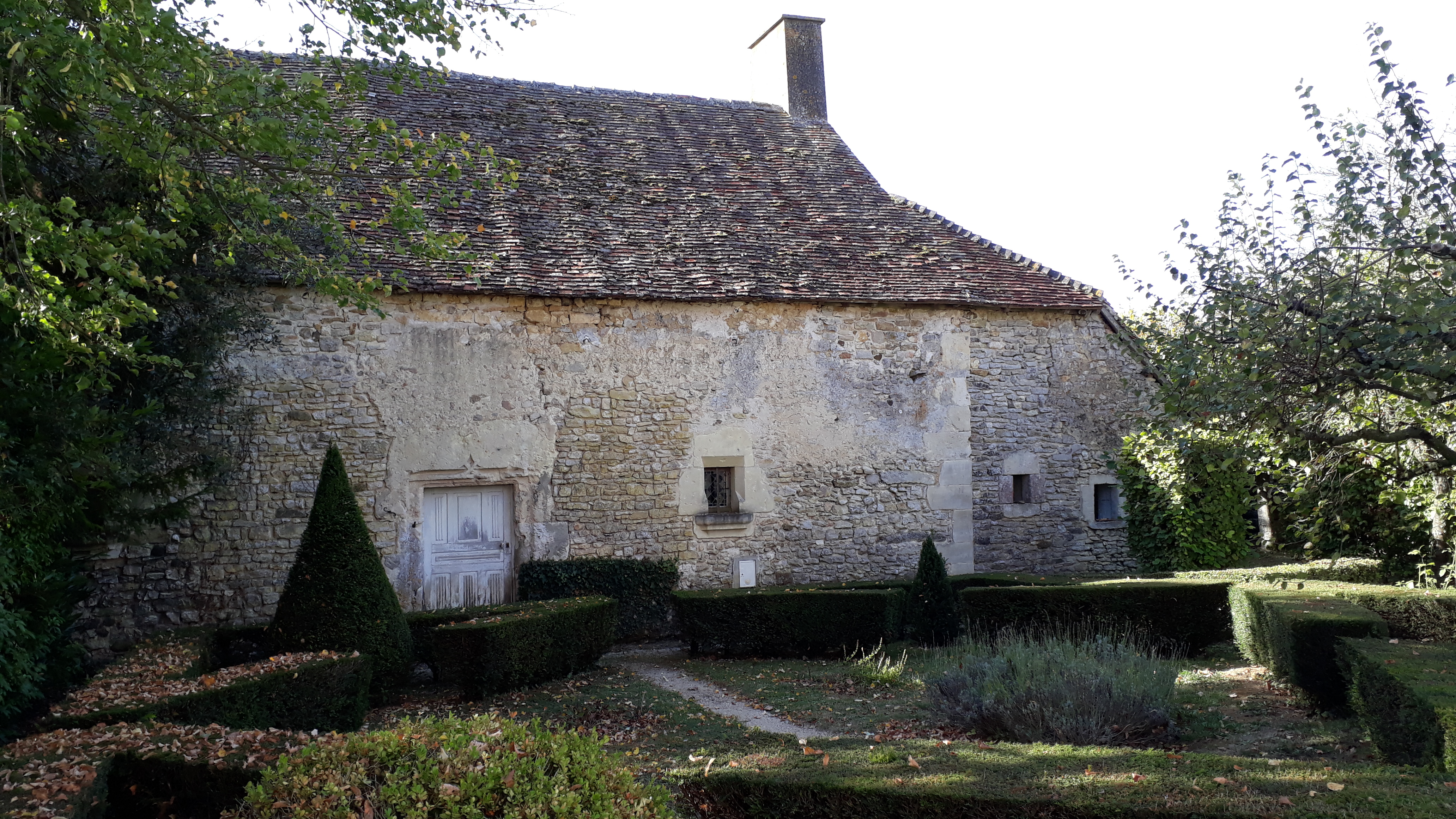
L'ancien auditoire de justice.
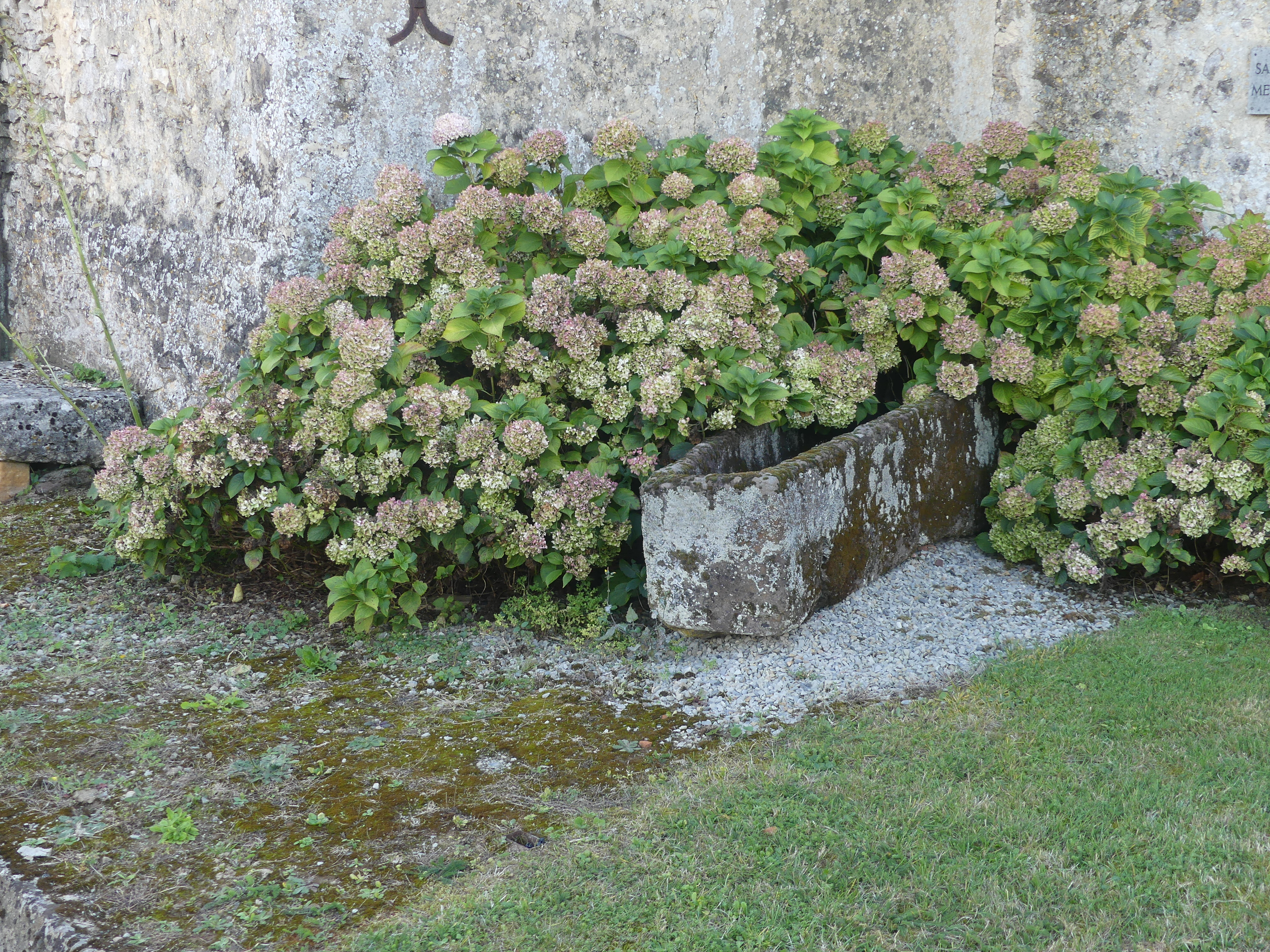
Le sarcophage mérovingien.
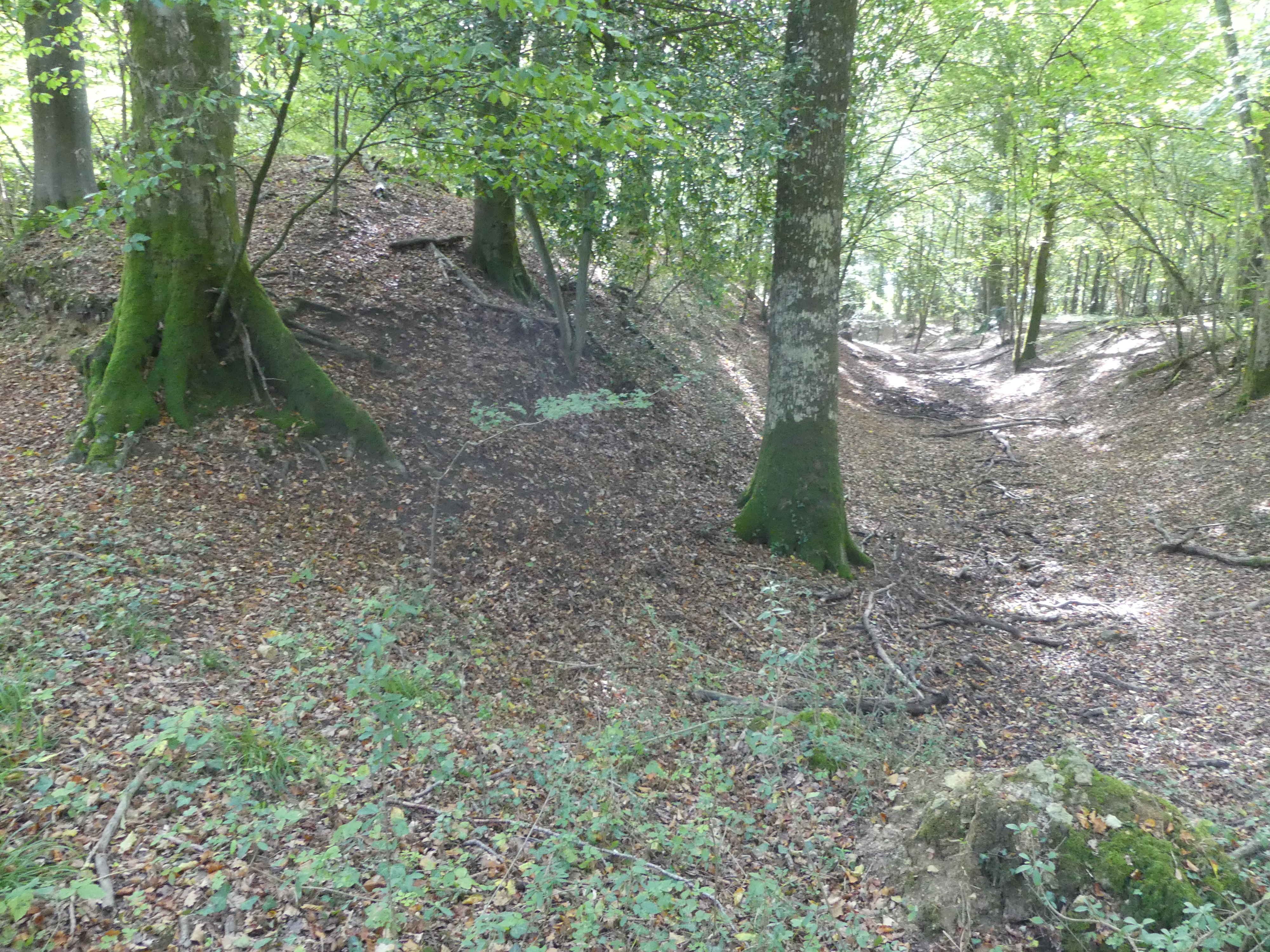
La butte de la Nue, motte castrale.
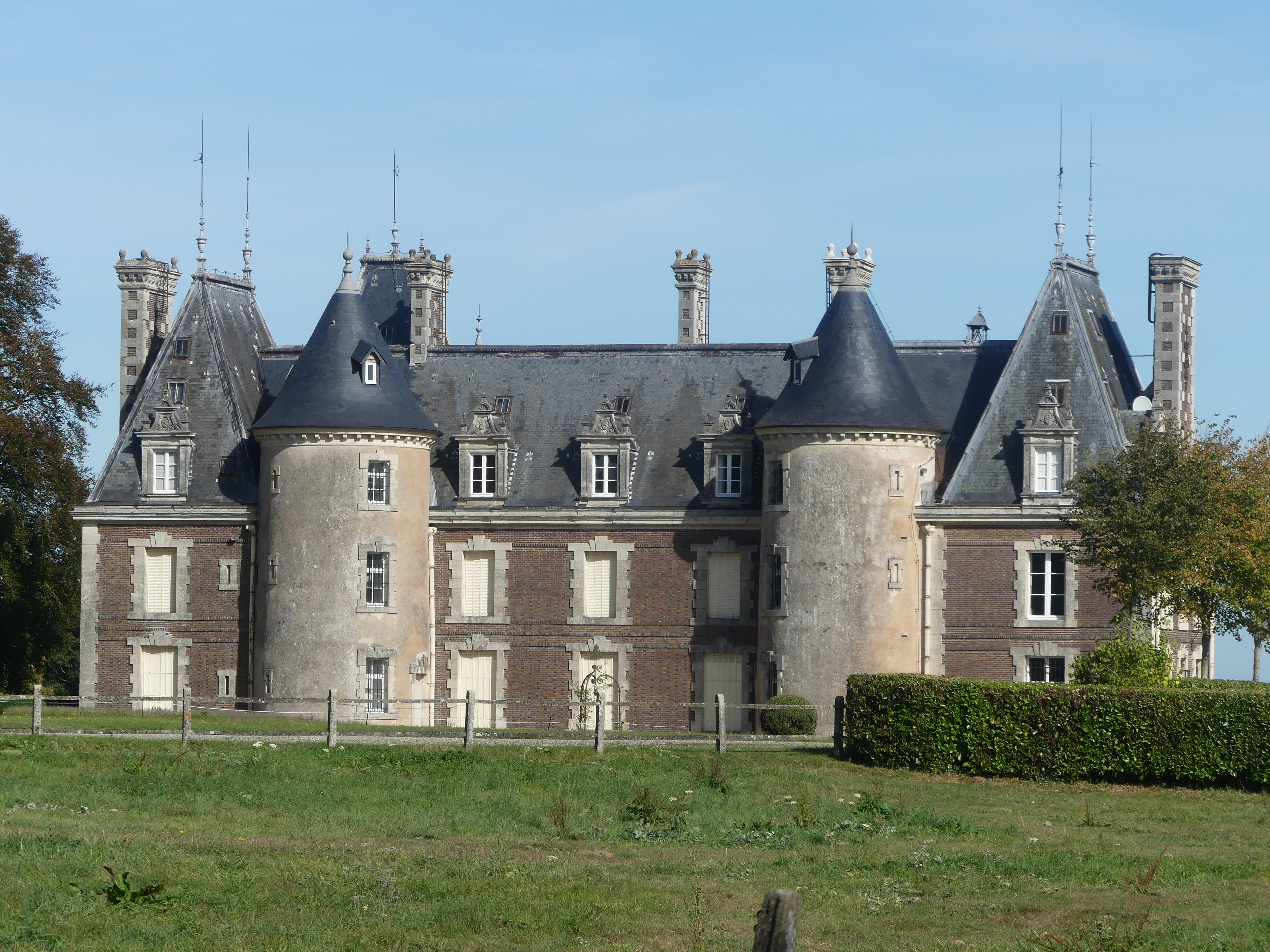
Le château de Frébourg.